# 刘自然 (台湾)
刘自然（1924年—1957年3月20日），江蘇無錫人，中华民国陆军少校暨革命实践研究院学员，其死因是五二四事件導火線。遺孀奧特華。
1957年3月20日晚11时许，劉自然被駐台美軍顾问团上士罗伯特·雷诺（Robert G. Reynolds）枪杀于阳明山管理局中正路一段6巷B1公寓内(現址為湖山路一段6巷3號)。之后，美军军事法庭无罪释放罗伯特·雷诺，引发台湾民众的不满和抗议浪潮，并最终导致五二四事件的发生。

## 外部連結
- 鄭懿瀛. . 國家文化資料庫知識管理系統.   [2012年3月5日]. （原始内容存档于2004年8月20日）.